# Heinric Heim
Heinrich Heim (Basilea, 5 giugno 1893 – ...) è stato un calciatore svizzero.

## Carriera
Portiere del Milan nel campionato 1909-1910